# Barkósfakuszfélék
A barkósfakuszfélék (Rhabdornithidae) a madarak osztályának verébalakúak (Passeriformes) rendjébe tartozó család. 2004-ben a különálló család szintjéről beolvasztották a seregélyfélék (Sturnidae) közé. 

## Rendszerezés
A családba az alábbi nem és fajok tartoznak:
- Rhabdornis (Reichenbach 1853) – 4 faj.
  - hosszúcsőrű barkósfakusz (Rhabdornis grandis)
  - barnafejű barkósfakusz (Rhabdornis inornatus)
  - csíkosfejű barkósfakusz (Rhabdornis mysticalis vagy Rhabdornis mystacalis)
  - Viszajan-szigeteki barkósfakusz (Rhabdornis rabori) – korábban a barnafejű barkósfakusz alfaja Rhabdornis inornatus rabori  néven [1]